# لیموناد بری
لیمونادبری (نام علمی: Rhus integrifolia) نام یک گونه از سرده سماق است که درختچه‌ای همیشه سبز یا درختی کوچک، و بومی کالیفرنیا می‌باشد. این درختچه معطر بوده و تا ۸ تا ۱۰ متر ارتفاع می‌تواند رشد کند.